# John Matthew Shippen

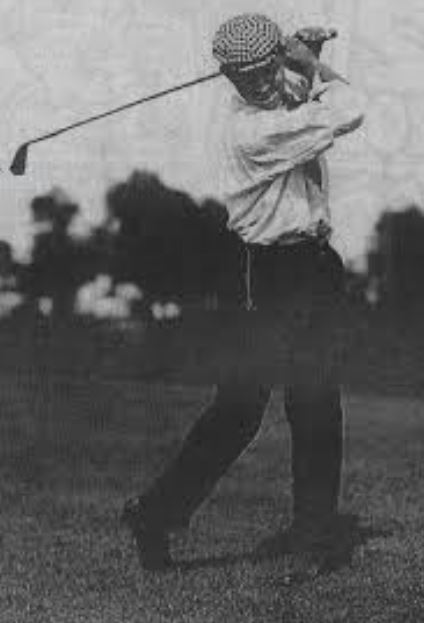
John Matthew Shippen omstreeks 1899

 John Matthew Shippen (Washington DC, 5 december 1879 - Newark, NJ, 15 mei 1968), ook vaak aangeduid als John Shippen Jr, was in 1896 de eerste Afrikaans/Amerikaanse golfer die aan het US Open meedeed.
John Shippen werd op Long Island, New York, geboren als zoon van Eliza (indiaans) en John Shippen Sr (Afrikaans/Amerikaans), die sinds 1988 dominee en leraar was bij de indianen in het Shinnecock reservaat. John was de 4de van negen kinderen. Het gezin woonde niet ver van de Shinnecock Hills Golf Club, waar door Willie Dunn Jr indianen gehuurd werden om zware werkzaamheden uit te voeren tijdens de aanleg van de golfbaan. John ging hij ook mee.

## Clubpro
Toen de baan klaar was gaf Willie Dunn les aan de clubleden, die allen blank waren, en aan de jeugd uit de omgeving. John mocht vanaf 1891 ook meedoen. Toen hij 16 jaar was, werd hij assistent van Dunn. Hij repareerde golfstokken en deed onderhoudwerkzaamheden. Soms mocht hij les geven. Een van zijn vrienden was een indiaan, Oscar Brun.
Shippen werkte later bij verschillende golfclubs in Washington DC, Maryland, New Jersey en New York. In 1902 ging hij naar de Maidstone Golf Club in East Hampton. Van 1913-1915 was hij privé leraar van een stel rijke Amerikanen, w.o.  staalmagnaat en mecenas Henry Clay Frick en James Cromwell. 

In 1918 werd hij greenkeeper op de National Golf Links in Southampton. Van 1931-1964 werd hij head-pro en greenkeeper op de Shady Rest Golf & Country Club. Daarna ging hij in een bejaardentehuis wonen waar hij enkele jaren later overleed. Hij werd 89 jaar.

## Speler
In 1896 werd de tweede editie van het US Open op Shinnecock gespeeld. John en Oscar, die nog amateur was, schreven zich in en werden de eerste gekleurde spelers die aan het Open meededen, ondanks veel protesten van de Britse deelnemers. die dreigden zich terug te trekken. De meesten verschenen toch aan de start. 

John Shippen speelde samen met Charles MacDonald, die in 1895 het eerste US Amateur had gewonnen. Shippen stond na de eerste ronde aan de leiding met een score van 78. Tijdens de tweede en laatste ronde maakte hij een 11 op hole 13, maar desondanks werd hij nog 6de. Zoals The Golfer daarna op 5 augustus schreef: 'The fifth money prize in the Open Championship of the United States of American went to John Shippen, a sixteen year-old colored caddie attached to the Shinnecock Hills Course." Met zijn 6de plaats kreeg hij de 5de geldprijs, want amateur Andrew Smith was 4de geworden en kreeg geen geld. Shippen verdiende $10. Shippen deed ook in 1899, 1900, 1902 en 1913 aan het Open mee. In 1902 werd hij 5de. 

In 1896 werd het Open weer op Shinnecock gespeeld.
Als zwarte speler kon Shippen niet aan veel toernooien meedoen. Ook waren er niet veel clubs die zwarte spelers toelieten. In 1934 nam de USGA zelfs een regel aan dat alleen blanken lid konden worden; van de PGA kon hij ook niet lid worden, hetgeen zijn carrière erg dwarsboomde. In 1926 werd de United Golfers Association door een paar zwarte dokters opgericht, zodat zwarte pro's en amateurs toernooien konden spelen.

## Trivia
- Pas in 1948 schreef zich weer een zwarte speler in voor het Open. Alleen blanken mochten meedoen, en hij vocht dat aan. De regels werden veranderd, het werd een invitatietoernooi, maar alleen blanken werden uitgenodigd. Ted Rhodes verloor zijn lidmaatschap van de USPGA, en speelde verder alleen toernooien van de United Golf Association, opgericht door en voor zwarte professionals. In 2009 kreeg hij (postuum) zijn lidmaatschap terug.
- Nadat golf door de Britten naar Amerika werd gebracht, was er veel discriminatie. De Amerikaanse Golf Federatie (USGA) werd in 1894 opgericht, Havermeyer was de eerste president. Toen de protesten tegen gekleurde deelnemers hem in 1896 bereikten, liet hij weten dat het US Open gewoon door zou gaan, ook als de enige twee deelnemers John en Oscar zouden zijn.